# Fals vampir gros
El fals vampir gros (Megaderma lyra) és una espècie de ratpenat de la família dels megadermàtids. Viu a l'Afganistan, Bangladesh, Cambodja, la Xina, l'Índia, Laos, Malàisia, Myanmar, Nepal, el Pakistan, Sri Lanka, Tailàndia i el Vietnam. El seu hàbitat natural són terres seques i àrides fins als boscos càlids i humits de les zones costaneres. No hi ha cap amenaça significativa per a la supervivència d'aquesta espècie, tot i que està afectada per pertorbació humana i la pèrdua de les zones de descans.